# Казаков Андрій Ігорович
Андрій Ігорович Казаков (нар. 27 вересня 1965, місто Вентспілс Латвійської РСР) — російський актор театру і кіно, театральний режисер.

## Біографія
До 9 класу Андрій Казаков навчався в місті Тольятті. Закінчив школу в 1981 році в місті Вісагінас, Литовська РСР. Закінчив один курс в Брестського педагогічного інституту імені О. С. Пушкіна.
З 1984 по 1986 рік служив в армії у Вітебській області (спортрота). Перебував у складі збірної Литви і Білорусії з акробатики з 1980 по 1986 рік. Отримав звання майстер спорту.
Переїхав до Санкт-Петербурга і вступив до реставраційного технікуму на спеціальність реставратор-червонодеревець. Працював у цирку акробатом-вольтижером. У 1988 році Андрій Казаков переїхав до Москви і вступив на акторський факультет ГІТІСу, в майстерню Петра Наумовича Фоменка. Потім він викладав акторську майстерність у театрі-студії м. Александрова і в школі С. Казарновського. В даний час працює в Московському театрі «Майстерня Петра Фоменка».
Андрій Казаков був одружений з актрисою театру Тетяною Матюховою (Грає в РАМТ). Вони виховують сина Макара. В даний час одружений вдруге. Від другого шлюбу підростає донька Серафима.

## Нагороди
- премія ім. Станіславського за роль Казанови у виставі «Пригода», 1998;
- на XIII Московському міжнародному фестивалі реклами був визнаний «Обличчям року» за участь в серії рекламних роликів Nescafe «Полярники» (2003);
- Лауреат театральної премії «Чайка» в номінації «Синхронне плавання» — за акторський ансамбль вистави «Три сестри» (2004);
- Заслужений артист Росії (2005).

## Фільмографія
- Орел і решка (1995) —  сусід Чагіна в літаку
- Прогулянка (2003)
- Міф про ідеального чоловіка (2005) —  Андрій Ларіонов
- 977 (2006) —  Гоша
- Аеропорт 2 (2006) —  фанат «Локомотива»
- Темний інстинкт (2006) —  Кравченко
- Щасливі разом
- Битви сонечок (2007) —  Борода
- Заповідник страху (2007) —  капітан
- Ведмеже полювання (2007) —  «Шезнік»
- Чоловік на годину (2007) —  Андрій
- Учитель в законі (2007) —  Віталій Салін
- Візьми мене з собою (2007) —  Максим Забродін
- Ванька Грозний (2008) —  Єгор Будилін / Іван
- Візьми мене з собою 2 (2008) —  Максим Забродін
- Монтекрісто (2007—2008) —  Лев Борисович Рокотов
- П'ять кроків по хмарах (2008) —  Василь Григорович Підгородне
- Маргоша (2008—2010) —  Серхіо Гальяно, власник видавничого дому
- Татусеві доньки (2009)
- Сищик Самоваров (2010) —  Самоварів
- Голоси (2010) —  Жихарєв
- Без свідків (2012) —  Павло
- Сталевий метелик (2012)  — Микола Зайцев
- Торговий центр (телесеріал) (2013) —  Сергій Білецький
- Інкасатори (телесеріал) (2012)
- Метелики (міні-серіал) (2013) —  Майор Микола Широков
- Горюнов (2013) —  старший мічман Валентин Величезний, старший мічман Василь Величезний
- Невидимки (2015) —  Іванов
- Шукач (2016) —  Павло Андрійович Мішин, полковник поліції, начальник УВС
- Навчи мене жити (2016) —  Юрій Львович Берден, головлікар клініки
- Шукач 2 (2018) —  Павло Андрійович Мішин, полковник поліції, начальник УВС

## Театральні роботи
Бере участь у виставах:
- Війна і мир. Початок роману — П'єр Безухов
- Вовки і вівці — дворецький
- Носоріг — Ботар
- Отруєна туніка — Юстиніан
- Три сестри — Андрій
- Улісс — Бик Малліган, Буян Бойлан, Террі, Цирульник
- Руслан і Людмила — Фарлаф
- Амфітріон —  Амфітріон
- Сон в літню ніч — Нік Мотовіло

Архівні вистави:
- Балаганчик — Лицар, Третій містик, Костя, Пан у котелку
- Божевільна із Шайо (2002) — Еміль Дюраншон
- Варвари — Ченців
- Володимир III ступеня — Міша, Дворецький, Невелещагин
- Дванадцята ніч — сер Тобі Белч
- Як важливо бути серйозним — Лейн
- Місяць у селі — Матвій
- Пригода — Джакомо Казанова
- Таня-Таня — Іванов
- Чичиков. Мертві душі, том другий — Вишнепокромов
- Шум і лють — Хлопець, Герберт Хед

## Режисерські роботи
Театр Олексія Чернобая:
- Мауглі
- І жили вони довго і щасливо
- Казка про царя Салтана, про сина його могутній і славний богатиря Гвидоне Салтановиче і про прекрасну царівну Лебеді